# Espiner dels bambús
El espiner dels bambús (Clibanornis dendrocolaptoides) és una espècie d'ocell de la família dels furnàrids (Furnariidae).
El seu hàbitat són els boscos de bambú de les terres baixes del sud-est del Brasil, sud-est del Paraguai i nord-est de l'Argentina.